# Torre Vídua Comes
La Torre Vídua Comes o Torre Vídua Comas és una obra modernista de Sant Joan Despí (Baix Llobregat) inclosa a l'Inventari del Patrimoni Arquitectònic de Catalunya.

## Descripció
Casa-torre de planta baixa i pis, amb teulada a quatre vessants. Presenta planta de creu grega, en la que destaca un petit absis que fa d'oratori i capella, a la planta baixa. L'accés principal de la casa es fa sota la tribuna sostinguda per columnes. La casa es conserva sense modificacions, envoltada d'espaiosos jardins. Té incorporada una piscina just al davant de la façana principal. Als jardins es troba una escultura d'Eulàlia Fàbregas de Sentmenat.

## Història
Promotora de l'obra, Josefa Ribó, Vda. de Comas, que sol·licità la llicència municipal d'obres en data 6/6/1913.